# 山本茂
山本 茂（やまもと しげる、1950年（昭和25年）8月3日 - ）は、日本の実業家。
2000年3月～2007年3月、ネクストコム株式会社（現三井情報株式会社）の代表取締役社長を務めた。

## 来歴
1969年、福岡県立小倉工業高等学校卒業後、機械メーカーでの勤務を経て、1985年、アンガマン・バス株式会社へ入社し、技術本部長を務める。その後、ネットワンシステムズ株式会社で技術本部長を務め、1990年、インテグレート代表取締役に就任する。そして、1991年、スリーコム株式会社（後のネクストコム株式会社、現三井情報㈱）取締役技術本部長に就任後、取締役副社長、代表取締役副社長を歴任し、2000年3月、代表取締役社長に就任した。就任後、大阪証券取引所ナスダック・ジャパン市場（現ヘラクレス）に株式を上場、2004年には東京証券取引所市場第二部に株式を上場し、三井物産系列のアダムネット株式会社、株式会社BSIとの3社合併を実現をした。更に2006年12月、三井情報開発株式会社と合併を発表し、現三井情報㈱の礎を作り、2007年3月、代表取締役社長を退任した。

### 略歴
1950年8月3日 - 福岡県に生まれる
1969年3月 - 福岡県立小倉工業高等学校卒業
1985年5月 - アンガマン・バス㈱に入社、技術本部長を務める
1988年10月 - ネットワンシステムズ㈱に技術本部長として入社
1990年10月 - インテグレート代表取締役に就任
1991年8月 - スリーコム㈱（後のネクストコム株式会社、現三井情報㈱）に入社。取締役技術本部長に就任。
1994年6月 - 取締役副社長兼技術本部長に就任
1999年12月 - 代表取締役副社長に就任
2000年3月 - 代表取締役社長に就任
2000年9月 - ネクストコム㈱を大阪証券取引所ナスダック・ジャパン市場（現ヘラクレス）に上場させる
2004年4月 - ネクストコム㈱を東京証券取引所市場第二部に株式を上場させる
2004年10月 - アダムネット㈱と㈱BSIとの3社合併を発表し、12月に合併を実現
2006年12月 - 三井情報開発株式会社との合併を発表
2007年3月 - ネクストコム㈱代表取締役社長を退任
現在 - シースリーインデックス株式会社の取締役会長に就任

### 大川功の経営手法を導入
山本茂は代表取締役社長就任後、株式会社CSK（現株式会社CSKホールディングス）の大川功が行っていた「社長点検」と呼ぶ社内制度をネクストコム㈱に導入し、1ヶ月に1回、各事業部門の事業数値を自らチェックを行っていた。

## 愛読書
- 愛読書は『六星占術による土星人の運命』（著者：細木数子）。

『週刊BCN　vol.1153』（2006/9/11）のインタービュー記事で「ネットワーク業界に入った頃（1985年）に購入し、20年以上愛読している。仕事と私生活ともに重要な事柄の前には参考にしている。2000年に“自分自身の願いが果たせる年”と書いてあり、株式上場を達成した」と答えている。